# تلذهب
تلذهب بلدة سورية تتبع ناحية تلدو في منطقة مركز حمص في محافظة حمص. بلغ عدد سكانها 12,055 نسمة في عام 2004 حسب إحصاء المكتب المركزي للإحصاء.
تقع إلى الشمال الغربي من مدينة حمص وهي أحد القرى التابعة لمنطقة الحولة، حيث تعتبر تلذهب مركز هام لتوسطها بين عدد من المدن السورية المهمة حيث تبعد عن حمص وعن مصياف وعن مشتى الحلو مسافة تتراوح بين 20 حتى 30 كم، سميت بهذا الاسم (تلذهب) نسبة للتل الموجود في القسم الغربي لها والتلال المحيطة بها والأثار الرومانية التي فيها.
وهي مشهورة بزراعه الحبوب (أهمها القمح والشعير). وزراعه الأشجار (أهمها الزيتون والرمان). وزراعه الخضروات بأنواعها. كما أنها مشهوره بتربيه الأغنام والأبقار